# Caterina De Silvestro
Caterina De Silvestro, död 1525, var en italiensk tryckare, verksam i Neapel mellan 1517 och 1525. Hon är indexerad som "Mayr, Caterina" i onlinekataloger. Hon ärvde verksamheten efter sin make. Hon var en av världens första kvinnliga tryckare.